# Carl-Fredrik Algernon
Carl-Fredrik Robert Algernon, född 9 oktober 1925 i Stockholm, död 15 januari 1987 i Stockholm (dock boende i Täby), var en svensk sjöofficer (konteramiral) och krigsmaterielinspektör.

## Utbildning och karriär
Algernon var son till avdelningschefen Carl Algernon och dennes maka Dagmar, född Alderin. Han blev fänrik 1947, löjtnant 1949 och kapten 1959. Han utnämndes till kommendörkapten av andra graden 1965 och av första graden 1966 och till kommendör 1971, första graden 1972 samt konteramiral 1978. Han genomgick Kungliga Sjökrigshögskolans stabskurs 1956–1957, flygsamverkansutbildning 1955–1956 samt hade sjökommenderingar 1947–1955, 1958–1964, 1968–1969 och 1971–1972. Åren 1962–1964 var han flaggadjutant hos chefen för Kustflottan och 1964–1967 var han lärare vid Militärhögskolan. Vidare var han chef för Första jagarflottiljen 1971–1972, souschef vid staben i Östra militärområdet 1972–1974 och sektionschef i Försvarsstaben 1974–1978. Algernon var därefter chef för Försvarsdepartementets kommandoexpedition 1978–1979 och chef för Internationella enheten vid Försvarsdepartementet 1980–1981. Från 1981 fram till sin död 1987 var Algernon krigsmaterielinspektör vid Utrikesdepartementet (UD).
Han var ledamot av 1961 års försvarskommission och i marinbefälsutredningen 1969-1971 samt ledamot av Kungliga Örlogsmannasällskapet. Algernon var inspector för den navalakademiska föreningen UppSjö från 1982 fram till sin död.

## Privatliv
Algernon gifte sig 1947 med Margareta Erlandson (1925–2015), dotter till byggnadsingenjören Harald Erlandson och Signe, född Hallgren. De är begravda på Norra begravningsplatsen utanför Stockholm.

## Boforsaffären och död
Vid den så kallade Boforsaffären i mitten av 1980-talet, då vapentillverkaren Bofors misstänktes för omfattande smuggling av krigsmateriel till "otillåtna" länder runt Persiska viken, utsågs Algernon till utredare. Han var som sådan omstridd. Bland annat riktade Svenska freds- och skiljedomsföreningen skarp kritik mot honom och krävde hans avgång. Han anklagades bland annat för att alltför lättvindigt ha godkänt Bofors önskemål om vapenexport till främst Singapore. Stora delar av denna exporterade krigsmateriel misstänktes ha hamnat i de otillåtna länderna Förenade Arabemiraten (närmare bestämt emiratet Dubai) och Bahrain. Algernon sägs ha stått på god fot med Bofors verkställande direktör Martin Ardbo.
Algernon omkom när han föll framför ett tåg vid T-Centralen i Stockholms tunnelbana den 15 januari 1987. Tidigare samma dag hade Algernon haft ett möte med Nobel Industriers koncernchef Anders G. Carlberg. Under samtalet hade Carlberg berättat för Algernon om att en intern undersökning visat att det förekommit smuggling. Algernon hamnade då i en lojalitetskonflikt. Eftersom han var en nyckelperson i utredningen av Boforsaffären spekulerades det i om han hade blivit knuffad. Polisen valde även att inleda en brottsutredning då bland andra tågföraren bevittnat hur Algernon fallit baklänges ned på spåret. Kammaråklagare Torsten Wulff lade ned utredningen den 11 mars 1987. Det fanns teorier om att Algernons död hade ett samband med Palmemordet. Stasi skulle ligga bakom att han hade blivit mördad.